# Асуа де Компостела
Асуа де Компостела e град и община в Доминиканската република. Населението му е 128 264 жители (2012 г.) Има площ от 232,95 кв. км. Намира се на 83 м н.в. Основан е през 1504 г., а получава статут на община през 1844 г.
1. ↑  www.one.gob.do